# Biserica Sfântul Marcu din Salzburg

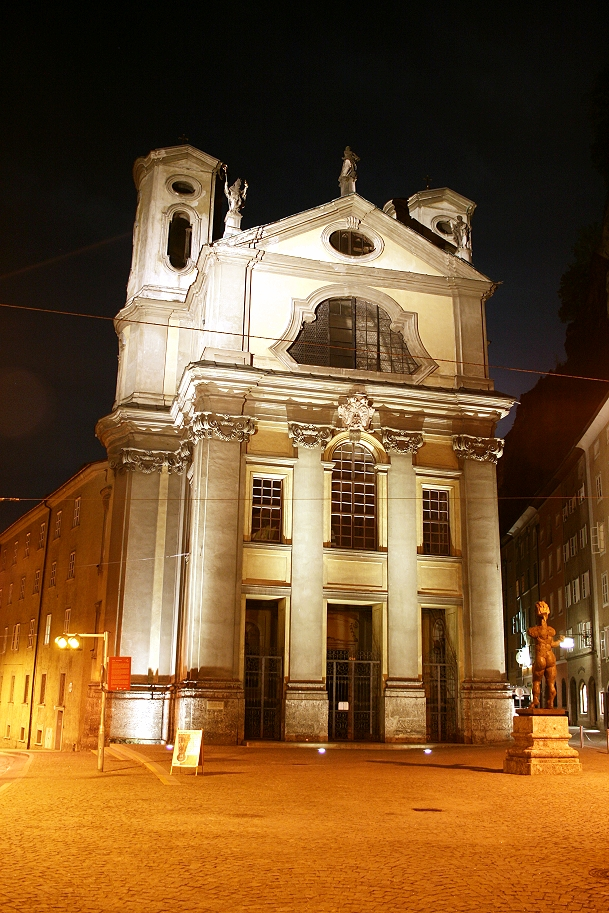
Faţada Bisericii Sf. Marcu, văzută din Ursulinenplatz, la dreapta Gstättengasse de la poalele Mönchsberg, la stânga Rudolfskai

Biserica Sfântul Marcu (în germană Markuskirche), cunoscută și ca Biserica ursulinelor, se află în apropiere de poarta de nord a centrului istoric (Altstadt) al orașului Salzburg, Klausentor, în Gstättengasse și Ursulinenplatz. Biserica romano-catolică în stil baroc a fost cedată în anul 1999 pentru credincioșii de rit bizantin din Austria. De atunci serviciile religioase sunt oficiate în rit bizantin. În ultima vineri din fiecare lună este celebrată o rugăciunea de seară ecumenică.
Clădirea a fost construită după planurile importantului arhitect baroc Johann Bernhard Fischer von Erlach. Munca sa nu este prezentată în mod direct în documentele scrise, dar paternitatea creației sale nu este controversată.

## Istoric
Arhiepiscopul Johann Ernst von Thun a deținut întotdeauna funcții sociale importante. El a chemat la Salzburg în 1695 Congregația Ursulinelor pentru a se ocupa de educația femeilor tinere, care a fost situată inițial în afara orașului în actualul Castel Arenberg, dar trebuise să se mute în curând dincolo de zidurile cetății.
Vechea biserică Sf. Marcu, construită în perioada 1616-1618, a fost distrusă în urma căderilor de pietre din 1669. Aici s-a pus în 1699 piatra de temelie a Mănăstirii Ursulinelor și a bisericii adiacente, care a fost terminată în 1705 și dăruită călugărițelor ursuline. Lucrările de construcție și de amenajare a mănăstirii au fost finalizate în 1720.
În 1957 ursulinele s-au mutat, împreună cu școala monahală, la Glasenbach, iar Biserica Sf. Marcu a fost preluată de către Arhiepiscopia din Salzburg ca rectorat.
În anul 1999 ea a fost pusă la dispoziția credincioșilor greco-catolici ucraineni.

## Biserica Sf. Marcu (fosta biserică a ursulinelor)

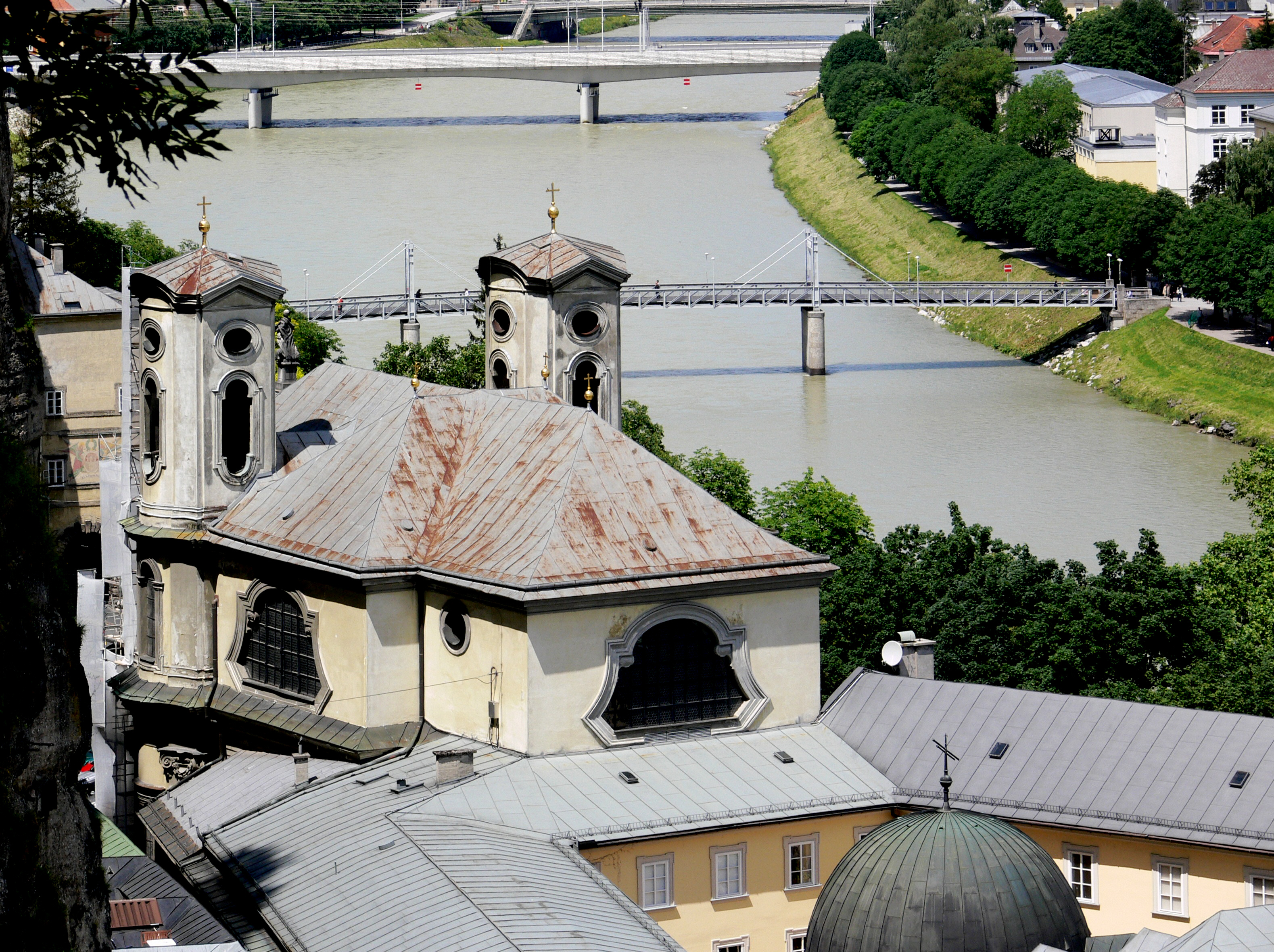
Biserica Sf. Marcu, nava şi mănăstirea ursulinelor, văzute de pe Mönchsberg înspre nord peste râul Salzach (Elisabethkai, Müllner Steg, noul Eisenbahnbrücke, Lehener Brücke)

### Renovarea după 1970
Fâșie îngustă de pământ între Mönchsberg și Salzach este puțin stabilă, din cauza alunecărilor de teren din trecut. În timp au avut loc avarii structurale considerabile, biserica trebuind să fie închisă în 1973 din cauza pericolului acut de prăbușire. Prin realizarea unor fundații complexe (cheltuieli de construcție de 20 milioane de euro), clădirea ar putea fi salvată.

## Mănăstirea ursulinelor

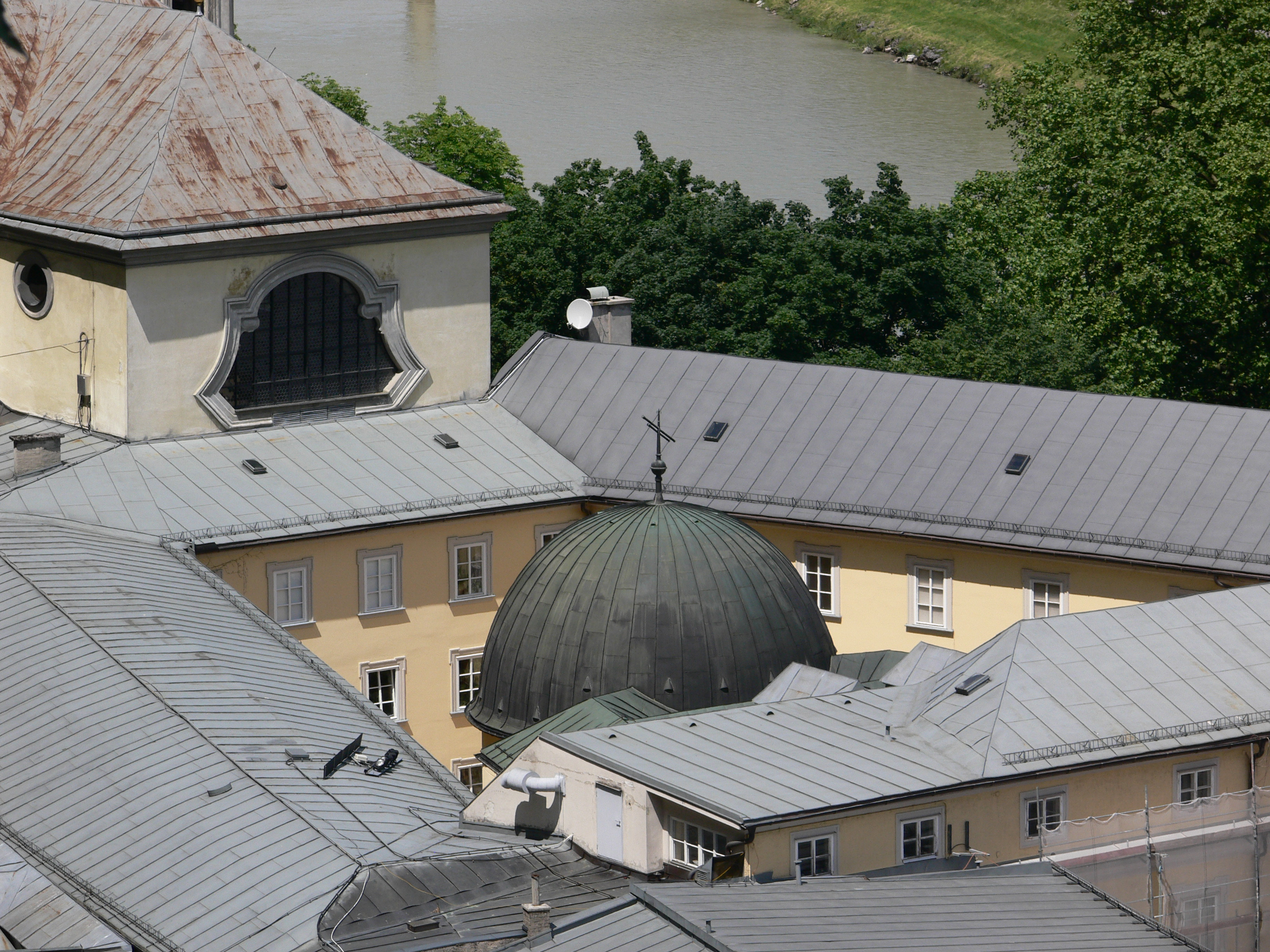
Fosta mănăstire a ursulinelor, azi „Haus der Natur”.

Fosta mănăstire a ursulinelor a fost construită în perioada 1713-1726. Aripile trapezoidale dispuse în jurul unei grădini interioare amenajate în prezent.
Această mănăstire a fost, împreună cu școala sa (gimnaziu privat), mutată în 1957 la Glasenbach, iar fostele încăperi ale mănăstirii sunt folosite începând din 1959 de Muzeul de Istorie Naturală Haus der Natur Salzburg. Fosta grădină a mănăstirii este folosită acum ca o sală a dinozaurilor, portalul vechi parțial arcuit dinspre Gstättengasse este intrare secundară (intrarea personalului).